# ألفرد فابيان هيس
ألفرد فابيان هيس (بالإنجليزية: Alfred Fabian Hess)‏ هو طبيب أمريكي، ولد في 9 أكتوبر 1875، وتوفي في 5 ديسمبر 1933.